# Clydebank
Clydebank este un oraș în West Dunbartonshire, Scoția, pe valea râului Clyde, la nord de Glasgow. Orașul are o populație de 55.900 locuitori.